# Guabonito
Guabonito est une formation claire en forme d'anneau d'environ 55 km de diamètre située sur le satellite Titan de la planète Saturne par 10,9° S et 150,8° W.

## Géographie et géologie
Guabonito se trouve à l'extrémité orientale de Shangri-la, près de la limite avec Xanadu, entre Kerguelen Facula au nord et Bacab Virgae au sud. Cette formation a été découverte sur les images transmises par la sonde Cassini en octobre 2004, puis observée par l'instrument radar de la sonde le 30 avril 2006.
Il s'agit d'un petit anneau clair irrégulièrement visible mais de forme circulaire non déformée interprétée comme étant probablement un cratère d'impact affleurant sous une couche sédimentaire l'enfouissant largement. En l'absence de caractérisation formelle comme cratère, l'UAI le maintient comme formation en anneau dans sa nomenclature officielle.